# Грб Рогатице
Грб Рогатице је званични грб српске општине Рогатица, усвојен 28. фебруара 2014. године.
Овај симбол општине има шпицаст облик као средњовјековни грбови, али његов садржај подсјећа на старе амблеме општина из комунистичког времена.

## Опис грба
Грб Рогатице је штит обрубљен златним, унакрсно подијељен златним крстом и златно одвојеним заглављем. Позадина квадрата црвено-плаво-бијело је обојена градацијом боја преко бијеле, заглавље је црвено са бијелим натписом у два реда имена општине ћирилицом и латиницом. У првом пољу је сива тврђава златних затворених врата. У другом, двије зелене линије планина из којих се издижу два црногорична и једно бјелогорично дрво те златни храстов лист. У трећем је црни пропети коњ. И у четвртом је зидани мост са једним луком између двије стијене и испод извире водоток.
Боје позадине грба су боје Српске, тврђава представља Кулу Павловића односно историјско наслеђе. Друго поље представља природне ресурсе општине. Коњ симболизује насеље Борика и његову ергелу, а мост је онај преко Жепе о којем је писао нобеловац Иво Андрић и који је проглашен за национални споменик Босне и Херцеговине.
Понегдје се грб користи без натписа на на латиници, што је супротно одредбама општинског правилника.